# Cañaveruelas
Cañaveruelas es un municipio y localidad española de la provincia de Cuenca, en la comunidad autónoma de Castilla-La Mancha. El término municipal, ubicado en la comarca de la Alcarria, tiene una población de 118 habitantes (INE 2024).

## Geografía
Cañaveruelas está a 77 km de la capital, Cuenca. Las poblaciones más cercanas son Alcohujate a 3 km y Villalba del Rey y La Isabela a unos 9 km. En la parte baja del pueblo se encuentra la vega del embalse de Buendía. Cuenta con un clima mediterráneo frío.[cita requerida]

## Historia
Las primeras referencias escritas de asentamientos celtíberos en la zona datan del siglo II a. C. La localización actual del pueblo, a unos 5 km de la antigua ciudad romana de Ercávica y a 3 km del Monasterio Servitano, indica que el pueblo debió surgir en un principio como un grupo de viviendas anexas a este último. Las cercanas ruinas de Ercávica eran un emplazamiento celtíbero conquistado por Tiberio, cuyo nombre han tomado hasta hoy los de Cañaveruelas como gentilicio.
A mediados del siglo XIX, el lugar tenía contabilizada una población de 465 habitantes. La localidad aparece descrita en el quinto volumen del Diccionario geográfico-estadístico-histórico de España y sus posesiones de Ultramar de Pascual Madoz de la siguiente manera: 

CAÑAVERUELAS: v. con ayunt. en la proy. y dióc. de Cuenca (9 leg.), part. jud. de Priego (4), aud. terr. de Albacete (30), c. g. de Castilla la Nueva (Madrid 20): sit. en el lomo y estremos del E. y O. de un pequeño cerro que figura una nariz; el cielo es despejado, y su vista alegre; por la vega viñas y olivares que le circundan, en la pobl., se disfruta de clima frio en invierno y fresco en el verano; y en el térm., en las estaciones indicadas, desde la v. á la parte del E., frio y fresco, y templado y caliente desde la misma á la del O.: los vientos mas frecuentes son los del NO., y las enfermedades mas comunes, catarros é inflamatorias en invierno, e indisposiciones gástricas en verano; tiene 109 casas, salas consistoriales y cárcel en un mismo edificio, escuela de primeras letras dolada con 400 rs., y frecuentada por 20 ó 30 alumnos de ambos sexos; igl. parr. de 2.º ascenso (Ntra. Sra. de la Paz), á la que está aneja la de Alcobujate (1/2 leg. al N.), servida aquella por un cura, y esta por un teniente. Estramuros hay 2 ermitas; una de ellas (San Blas), á la parte del S. y la otra (San Andrés al N.; á 1/4 de leg. O. de la v. una fuente denominada el Pozo, y á igual dist. al NO. otra llamada el Pocillo de Canta Haber: sus fáb. son antiquísimas, y las aguas dulces y saludables en gran manera. Confina el térm. por N. con su anejo Alcobujate (1/4 leg.); E. Castejon (1 1/2) y S. y O. con térm. de Villalva: el terreno es de mediana calidad y hacia el E. hay un monte medianamente poblado: en este térm., y como á 1/2 leg. de la v. por la parte del E., se forma de varios manantiales de agua salobre, un r. que pasa al N. del pueblo y desemboca en el Guadiela, que sirve de limite por la parte del N., con el real sitio de la Isabela: los caminos dirigen á los pueblos inmediatos; la correspondencia se recibe de la adm. de Alcocer, por un balijero, los domingos, miércoles y viernes, y se lleva en los mismos dias. prod.: trigo, centeno, cebada, avena, escaña, guijas, garbanzos, vino, aceite y miel: hay cria de ganado lanar y cabrio; caza de liebres, conejos y perdices, y alguna pesca de anguilas en el r. que desemboca en el Guadiela. ind.: la agricultura, ganaderia, dos molinos y un batan: el sobrante de trigo se estrae para el mercado de Sacedon. pobl.: 117 vec. 465 alm. cap. prod.: 1.544,960 rs. imp.: 77,248; importe de los consumos 6,071 rs. 11 mrs.: el presupuesto municipal de gastos asciende á 3,000 rs. que se cubre con productos de propios y pastos del comun. Pertenecieron á la jurisd. civil y ecl. de esta v., los baños termales de la Isabela y todo su térm.; y en el año 1824 fué cedido el Castro, cuyas faldas por el N. confinan con el Guadiela, se ven vestigios de una gran pobl., y entre ellos la boca de una mina, que segun se dice principia desde el alto del cerro y remata á las orillas del Guadiela: en el dia se descubren con bastante frecuencia diferentes joyas y monadas, y en una de estas hallada hace poco tiempo, se lee Fernando Rey de Leon; sus armas son por una parte barras, castillos y leones, y por la otra un manojo de saetas: es de plata y del grandor de una peseta esquinada.
(Madoz, 1846, p. 489)

## Demografía
Cañaveruelas cuenta con una población de 118 habitantes (INE 2024).
| Gráfica de evolución demográfica de Cañaveruelas entre 1842 y 2021                                                  |
| |
| Población de derecho según los censos de población del INE Población de hecho según los censos de población del INE |

## Administración
| Periodo   | Nombre                             | Partido |
| --------- | ---------------------------------- | ------- |
| 1991-1995 | Gregorio Villamil de las Heras     | PP      |
| 1995-1999 | Gregorio Villamil de las Heras     | PP      |
| 1999-2003 | Gregorio Villamil de las Heras     | PP      |
| 2003-2007 | Gregorio Villamil de las Heras     | PP      |
| 2007-2011 | Gregorio Villamil de las Heras     | PP      |
| 2011-2015 | Gregorio Villamil de las Heras     | PP      |
| 2015-2019 | Gregorio Villamil de las Heras     | PP      |
| 2019-2023 | María de los Ángeles Sierra Gamboa | PSOE    |
| 2023-act. | María de los Ángeles Sierra Gamboa | PSOE    |

## Patrimonio

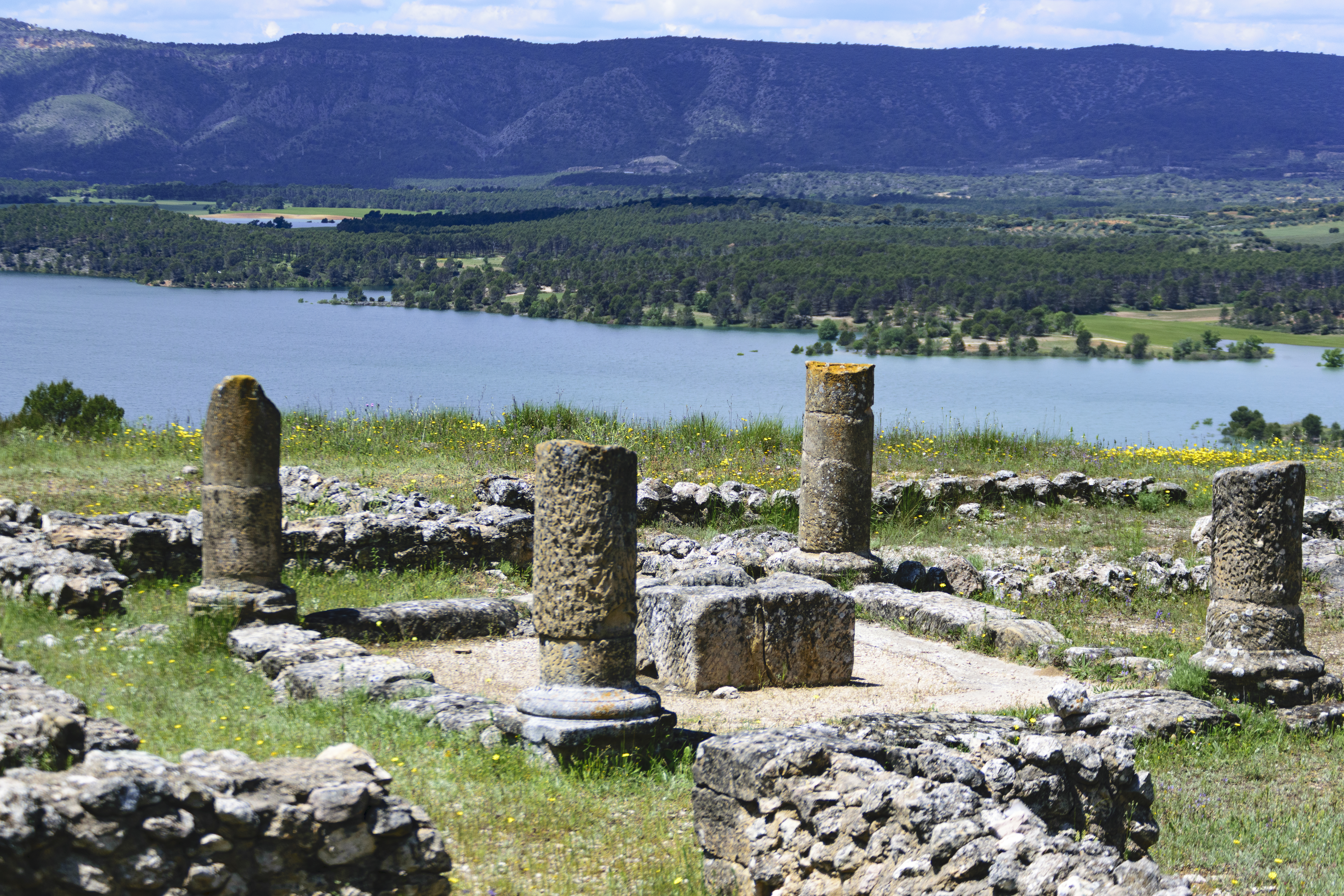
Ruinas celtíberas de Ercávica con el embalse de Buendía al fondo

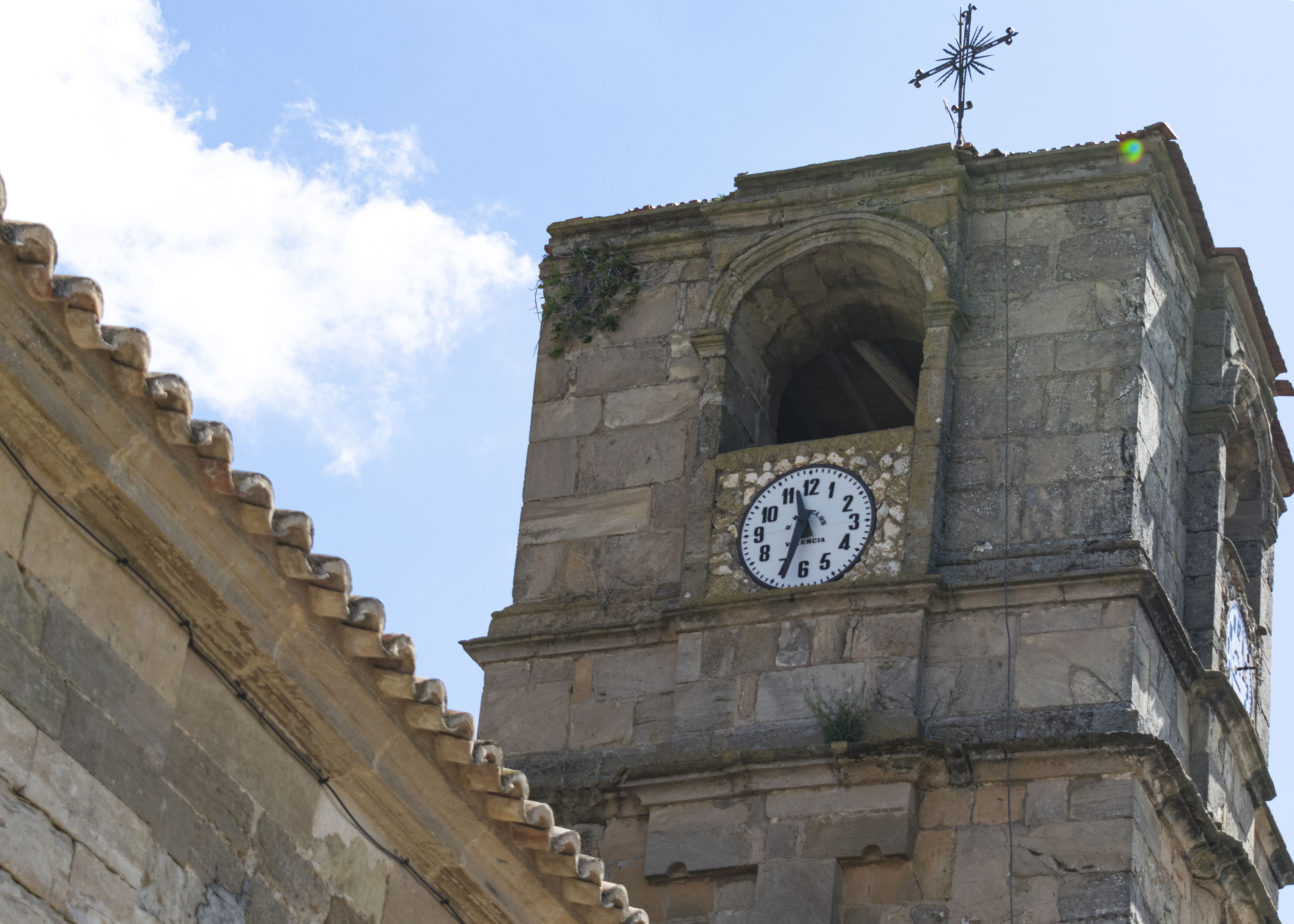
Reloj de la torre de la iglesia de la Paz

- Ruinas romanas de Ercávica, junto al embalse de Buendía.
- Iglesia de la Virgen de la Paz,[1] que data del siglo XVI. Consta de tres naves separadas por arcos de medio punto y cubiertas con entramado de madera. La torre es de planta cuadrada con tarjetones colgantes, y rematado con una cruz de hierro. En su interior aloja un Museo Diocesano con piezas de orfebrería, mantos, cantorales y casullas.
- Ermita de San Blas.[1] La pequeña ermita de sillar de planta rectangular tiene pintada la nave principal de blanco y posee un pequeño jardín.[6] Está dedicada a San Blas, patrón del pueblo cuya fiesta se celebra el 3 de febrero. Su interior alberga un pequeño retablo y una talla del santo de origen armenio.